# 提芬妮
提芬妮·達維希（英語：Tiffany Renee Darwish，1971年10月2日—），是一名美國流行女歌手、詞曲作者和演員。提芬妮在16歲時正式出道，招牌特色是她那一頭醒目的紅頭髮，和略帶沙啞的嗓音。1987年發行首張個人專輯，因此一炮而紅，她和黛比·吉布森兩人曾是當時美國樂壇上最受歡迎的青少年偶像，其代表作有〈I Think We're Alone Now〉和〈Could've Been〉。提芬妮在流行樂壇迅速走紅，但未能繼續維持事業高峰，演藝生涯很快的走下坡，其目前仍持續在演藝圈的工作，除了發行個人的專輯之外，也會偶爾客串電影以及參與電視影集的演出工作。

## 演藝生涯

### 音樂天份
提芬妮在1971年出生於美國加利福尼亞州，在她4歲的時候因父母離異，之後她一直跟父親生活在一起。單親父親對女兒的管教相當嚴格，但自我意識甚高的提芬妮相當叛逆，這讓父親相當頭疼。不過提芬妮自小就喜歡音樂，而且對此還有過人的天份，她在4歲的時候開始學唱歌，5歲的時候就立定志向要當一位歌手，這個志願並得到父親的支持。學生時期的提芬妮在唱歌上就有超过常人的水準，她也會把握機會參與非職業性的演出，終於在12歲時遇到她在樂壇上的第一位貴人。唱片製作人喬治·托賓（George Tobin）經他人推薦之下認識了提芬妮，在聽過她的歌聲之後驚為天人，但由於當時提芬妮年紀尚輕，喬治·托賓一直等到了2年之後才與提芬妮的母親簽下提芬妮的唱片合約。
14歲的提芬妮成為唱片製作人喬治·托賓的簽約歌手，喬治·托賓對於打造這位天才型的少女歌手費盡苦心，他認為依提芬妮的條件絕對有機會走紅，因此在和她簽約之後的兩年間，陸陸續續的幫她找適合的歌曲並錄製，此外，喬治·托賓還要尋求願意幫提芬妮發行專輯的唱片公司。終於在1987年時一切塵埃落定，MCA唱片公司（MCA Records）正式發行提芬妮的首張個人錄音室專輯。

### 事業巔峰
提芬妮的首張同名專輯《提芬妮》在1987年9月發行，憑藉著超齡沙啞成熟嗓音，馬上引起各方關注。《提芬妮》在告示牌專輯榜獲得2週冠軍，專輯《提芬妮》在全美地區銷售量更突破400萬張，成為4白金唱片。《提芬妮》首支單曲〈I Think We're Alone Now〉是重新翻唱湯米詹姆斯（Tommy James）在1967年的老歌，這首歌在1987年11月7日擊敗天王麥可·傑克森的〈Bad〉登上告示牌單曲榜冠軍並蟬連了2週，當時她年僅16歲1個月。1988年2月6日第二支單曲〈Could've Been〉再度登上單曲榜榜首並蟬連2週冠軍，成為提芬妮第2首美國冠軍單曲。另外，翻唱自披頭四的單曲〈I Saw Him Standing There〉則獲得第7名。
在告示牌1987年終單曲排行，〈I Think We're Alone Now〉獲得第18名，1988年終單曲排行〈Could've Been〉獲得第8名，1988年終專輯排行《提芬妮》獲得第9名，當時第7名是黛比·吉布森的首張專輯《走出憂鬱》。提芬妮的首張專輯全美銷售逾4白金。

1988年11月提芬妮趁勝追擊發行第二張個人專輯《Hold An Old Friend's Hand》，但可惜在專輯榜上最高僅獲得第17名。這張專輯內的單曲只有〈All This Time〉的成績較好，獲得單曲榜第6名的成績。和首張專輯的成績相比，提芬妮的第二張專輯明顯的衰退許多。

### 曇花一現
1990年提芬妮推出的第三張個人專輯《New Inside》就未再打進排行榜，直至2016年她的第九張個人專輯都沒有上榜，提芬妮在歌壇爆紅與暴跌的速度無不令人咋舌。不過美國樂壇上，曇花一現的例子相當多，提芬妮也並非是唯一的一位歌手，和她同期的黛比·吉布森和瑪蒂卡也都走上相同的命運，這一切都顯示出歌迷們喜好的善變，主流唱片市場的詭譎多變，歌手的成功除了要實力，也需要有相當的運氣。

## 事業上對手

### 黛比·吉布森（Debbie Gibson）
黛比·吉布森本名黛勃拉·吉布森（Deborah Gibson），出生於1970年8月31日，僅比提芬妮大一歲。黛比·吉布森是一名全才型的藝人，樂器演奏、詞曲創作和專輯製作均難不倒她，16歲就推出全由自己創作的個人專輯。1987年提芬妮和黛比·吉布森兩人的處女作在告示牌排行榜上正式交鋒，無論是在單曲或是專輯的成績方面，彼此均繳出漂亮的成績，雙雙成為全美最受歡迎的青少年偶像。黛比·吉布森在1989年再接再厲推出第二張個人專輯《電子青年》（Electric Youth），締造個人最輝煌的成績，此時鋒頭已經蓋過提芬妮。唯可惜1990年黛比·吉布森欲以第三張專輯《沒有不可能的事》（Anything Is Possible）轉型時遭遇到失敗，她的名字逐漸從排行榜上消失，由此可見美國樂壇是如此的瞬息萬變。離開主流市場的黛比·吉布森仍繼續唱片事業，近期偶爾也可見到她在媒體上露臉。

### 瑪蒂卡（Martika）
瑪蒂卡本名Marta Marrero，出生於1969年5月18日，年紀比提芬妮大兩歲，她是一名古巴裔的歌手兼演員因參演80年代美國兒童電視節目Kids Incorporated而聞名。瑪蒂卡的首張同名專輯《Martika》於1988年10月份發行，雖然專輯在Billboard 200榜上最高只有第15名，但其中一首描寫青少年與喀藥吸毒關係的單曲〈Toy Soldiers〉（玩具兵）在1989年7月22日拿下單曲榜兩週冠軍，它是瑪蒂卡唯一一首美國冠軍單曲，不過這個好成績也讓瑪蒂卡迅速的成名，讓她和黛比·吉布森以及提芬妮三人成為80年代末期最知名的青少年偶像。唯可惜的是，瑪蒂卡的演藝事業卻像是曇花一現，1991年瑪蒂卡發行第二張個人專輯《Martika's Kitchen》，專輯僅獲得第111名，同名第二支單曲〈Martika's Kitchen〉在單曲榜僅得到第93名，雖然專輯首支單曲〈Love... Thy Will Be Done〉得到第10名，但瑪蒂卡的聲勢逐漸往下走，自此她也沒再發下一張個人專輯了。